# Тринити Холл
Тринити Холл (англ. Trinity Hall) — один из 31 колледжа Кембриджского университета.
Является пятым по возрасту колледжем университета, основан в 1350 году Уильямом Бейтманом, епископом Норвичским.

## История
Опустошение, вызванное пандемией чумы Чёрная смерть 1340-х годов, привело к потере почти половины английского населения; сам епископ Бейтман потерял почти 700 своих приходских священников, вероятно решение основать колледж было сосредоточено на необходимости восстановления священства. Таким образом, в 1350 году Бейтман заявил, что целью колледжа стало: «The promotion of divine worship and of canon and civil science and direction of the commonwealth and especially of our church and diocese of Norwich».
Участок для колледжа на реке Кам был первоначально был приобретен при покупке дома у Джона де Краудена (John de Crauden) для размещения монахов во время их учебы, главный двор был построен позже в последующие несколько десятилетий. Часовня была заложена в 1352 году и построена в 1366 году, в год, когда папа Урбан V предоставил колледжу разрешение на празднование в нём мессы. 
В 1729 году сэр Натаниэль Ллойд переоборудовал часовню, которая, несмотря на последующие расширения, остаётся самую маленькой из университетских часовен. Как и часовня, сам колледж тоже был перестроен и расширен Натаниэлем Ллойдом, особенно это коснулось главного зала учебного заведения. 
Библиотека колледжа была построена в конце XVI века и в настоящее время в основном используется для хранения рукописей и редких книг. Новая библиотека колледжа Jerwood Library была открыта лордом Хау в 1999 году. 
Тринити Холлу также принадлежит и другая недвижимость в центре Кембриджа.
В настоящее время колледжем руководит преподобный Джереми Моррис, вступивший в эту должность 1 октября 2014 года после того, как Мартин Дантон ушел в отставку после десяти лет работы на этом посту.
В числе выпускников Тринити Холла много выдающихся личностей, в их числе: Стэнли Брюс, Ханс Бликс, Стивен Хокинг, Том Джеймс, Джеффри Хау, Дэвид Джонстон, Ба У и другие. Среди русских выпускников известен Владимир Кара-Мурза (младший).

Панорама с внутреннего дворика колледжа